# Rhyacophila cibinensis
Rhyacophila cibinensis là một loài Trichoptera trong họ Rhyacophilidae. Chúng phân bố ở miền Cổ bắc.